# Diplocyclos
Diplocyclos é um género botânico pertencente à família Cucurbitaceae.

## Espécies
- Diplocyclos decipiens
- Diplocyclos leiocarpus
- Diplocyclos palmatus
- Diplocyclos schliebenii
- Diplocyclos tenuis